# 玉井光一
玉井 光一（たまい こういち、1952年10月21日 - ）は、日本の技術者、実業家、工学博士。富士ゼロックス（現:富士フイルムビジネスイノベーション）代表取締役社長を経て、富士フイルムビジネスイノベーション代表取締役会長、ビジネス機械・情報システム産業協会筆頭副会長。

## 人物・経歴
大分県出身。1972年大分県立大分工業高等学校卒業、東芝入社。東芝生産技術研究所（現生産技術センター）メカトロニクス開発センター主任研究員などを務め、2002年には「高精細液晶ディスプレイにおける実装技術と実装システムの開発」により東京大学博士（工学）の学位を取得。
2003年富士写真フイルム（現富士フイルム）入社。医療機器などの設計を担当し、2011年富士フイルムホールディングス取締役に昇格。2016年同社取締役副社長。2017年富士ゼロックス代表取締役副社長。2018年から富士ゼロックス代表取締役社長を務め、古森重隆代表取締役会長とのツートップ体制を敷き、ゼロックスとの経営統合交渉にあたった。2020年ビジネス機械・情報システム産業協会筆頭副会長。2021年富士フイルムビジネスイノベーション代表取締役会長。